# 韋誕
韋 誕（い たん、181年 - 253年）は、後漢末期から三国時代の魏にかけての人物。字は仲将。本貫は司隷京兆尹杜陵県。父は韋端。兄は韋康。

## 概要
父の韋端は後漢の大臣である太僕であり、孔融は韋端に「先日は韋康がやってきました。淵才は卓越しており、雅かつ弘毅で、今世の優れた器です。昨日は韋誕がやってきました。性格は穏やかで誠実であり文章に優れていて、家を保つ主となるでしょう。あなたのような親からこのような二つの宝石が出るとは、まことに目ずらしく貴いことです」という手紙を送っている。この手紙が中国のことわざの「老蚌生珠」（ドブガイから真珠、普通の親から優れた息子が生まれること）となった。
建安年間に上計吏として官吏についた後、特別に郎中に任ぜられた。太和年間に武都太守となり、書に巧みであったため、正始年間に侍中に遷った。その後、中書監となり光禄大夫となった。嘉平5年（253年）に75歳で没した。
韋誕は書に優れており、草書をよくしたため「草聖」と呼ばれたが、一方で楷書もよくした。魏王朝の宝器の銘題は、全て韋誕が書いたと伝えられる。張芝の筆、左伯の紙、そして自身の墨を使うときのみ立派な字を書き得るのだと言上したともいう。また宮殿の扁額もしばしば書いている。『世説新語』には宮殿を造営した際、梯子に登って扁額を書かされた話が紹介されているが、同注に引く『四体書勢』には、現代の高層ビルの窓拭きゴンドラの如く、縄を付けた籠に載せられ、地上約60mの高さまで引き上げられて、扁額を書かされたという信じ難い話が紹介されている。韋誕は恐怖のせいで髪も髭も白くなってしまい、子孫には決して書道を学ばないよう書き残したとされる。
文章にも巧みであり、属辞の技法をよくしたという。
また劉知幾の『史通・古今正史篇』によると、曹魏の国史である『魏書』の編纂にも参画したとされる。